# Літопис образотворчих видань
«Літопис образотворчих видань» — бібліографічний покажчик, видання Книжкової палати України.

## Історія та опис
Заснований у 1937 році у Києві, з 1991 по 1995 не виходив. Видає раз на рік Книжкова палата України. Тираж — 30 примірників. 
Видання вміщує інформація про образотворчі видання, випущені в Україні всіма мовами і зареєстровані Книжковою палатою. Бібліографічні записи містять порядковий номер і заголовок, бібліографічний опис, номер державної реєстрації. 
Серед розділів:
- «Образотворчі плакати» (громадсько-політичні, агітаційні, інструктивно-методичні, навчальні, з техніки безпеки, інформаційно-рекламні, для дітей, наочні посібники, лубочні видання, буклети),
- «Портрети»,
- «Художні репродукції»,
- «Естампи»,
- «Образотворчі листівки» (громадсько-політичні, портрети, репродукції, з видами міст і музеїв, ілюстрації до літературних творів, для дітей, вітальні),
- «Альбоми»,
- «Образотворчі календарі» (табелі-календарі, настінні, книжкового типу),
- «Книжки-картинки для дітей» (навчальні, книжки-іграшки, розмальовки),
- «Комікси»,
- «Книжкові видання з питань образотворчого мистецтва» тощо.

Додатки: іменний покажчик, покажчик назв альбомів і комплектів листівок, покажчики музеїв та серій, схема класифікації образотворчих видань. 
Головний редактор — М. Сенченко (з 1996 року).